# 浅布渓谷

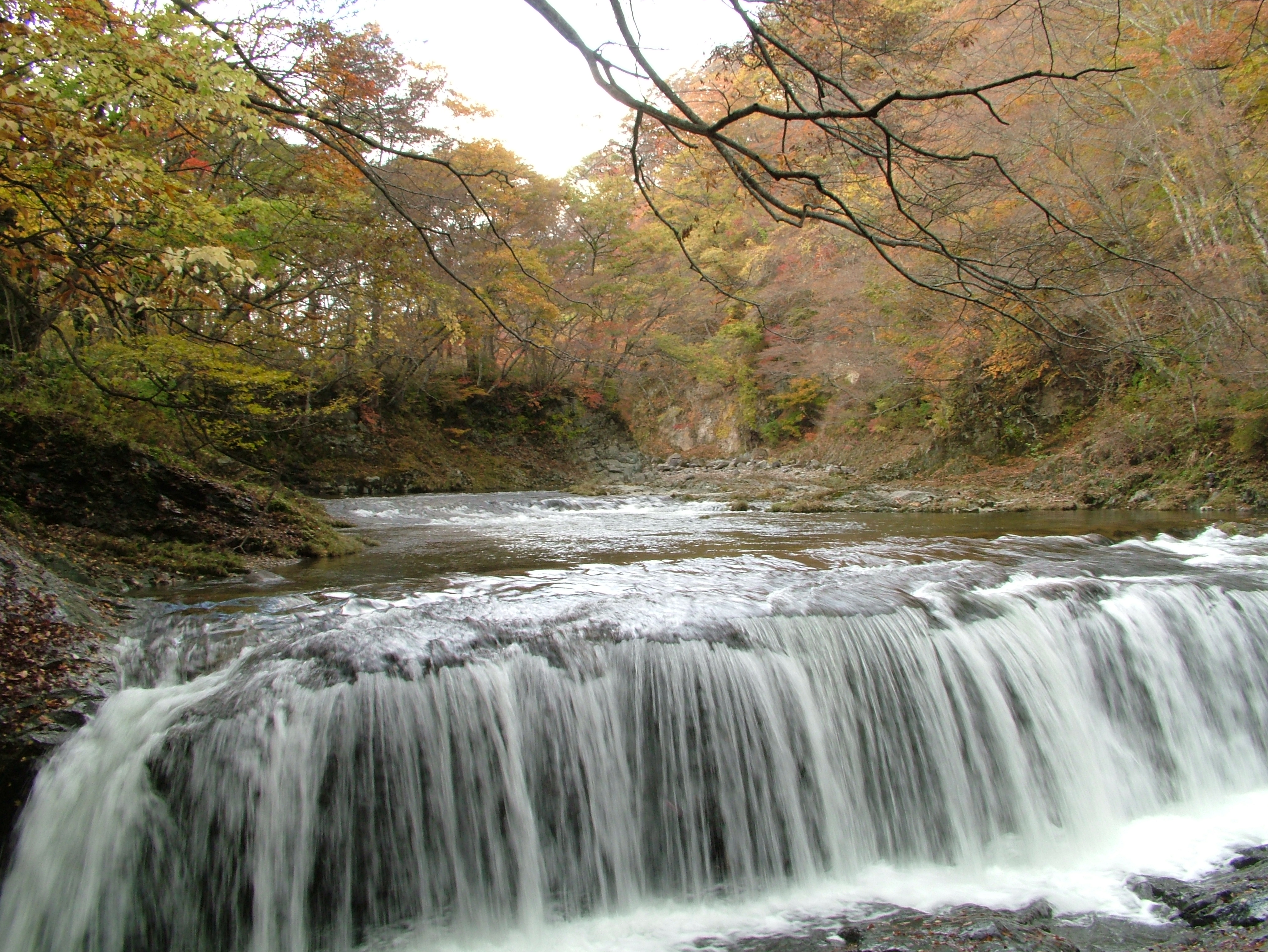
浅布渓谷の不動の滝

浅布渓谷（あざぶけいこく）は、宮城県栗原市花山にある峡谷。北上川水系の旧北上川の支流迫川の上流に、約1.6キロメートルにわたって形成されている。

## 概要
浸食された岩が露出する。渓谷には「不動の滝」や「四巻の滝」などがある。広葉樹林の植生で四季の変化にも富む。夏は釣りや水遊びで賑わう。

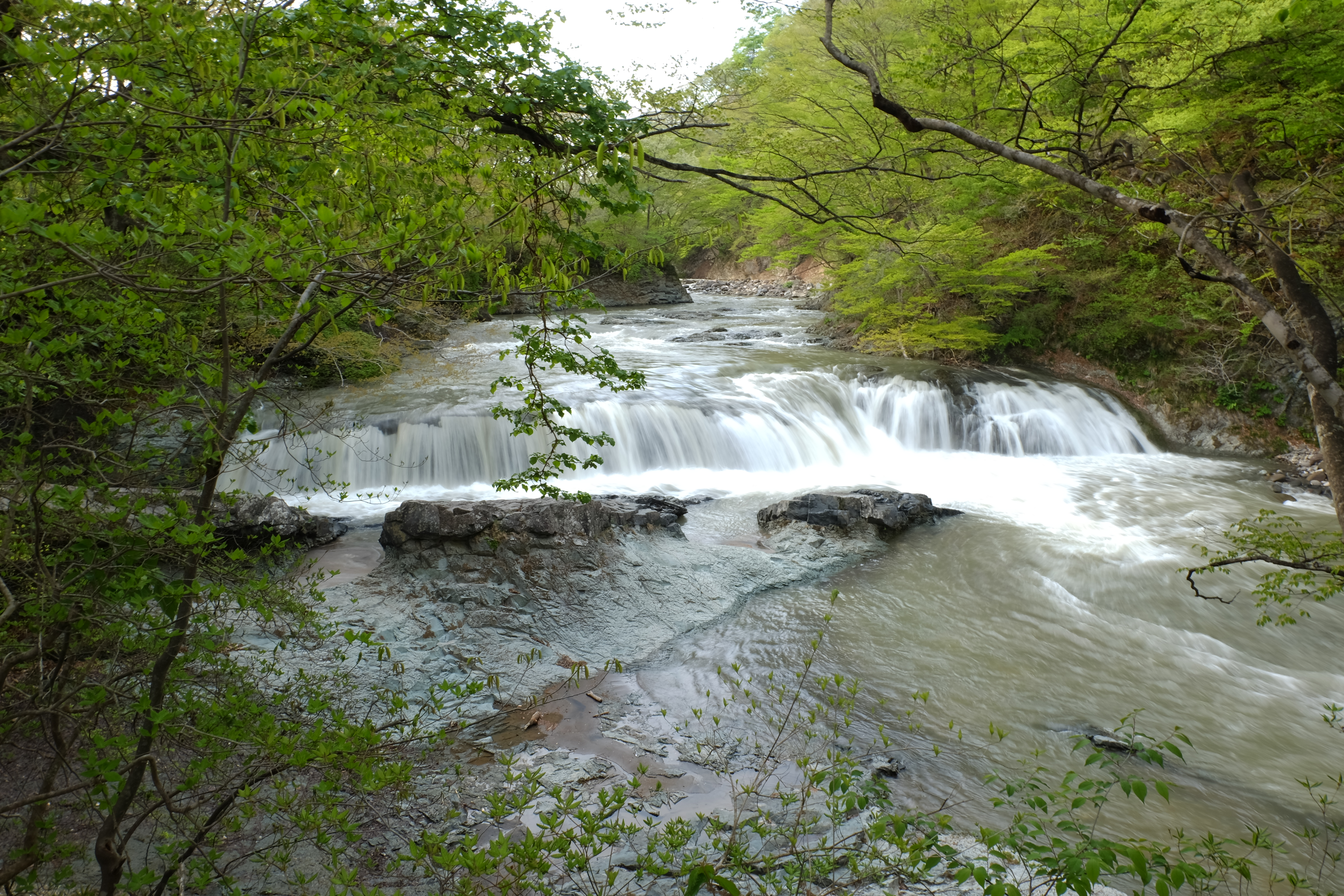
春の不動の滝
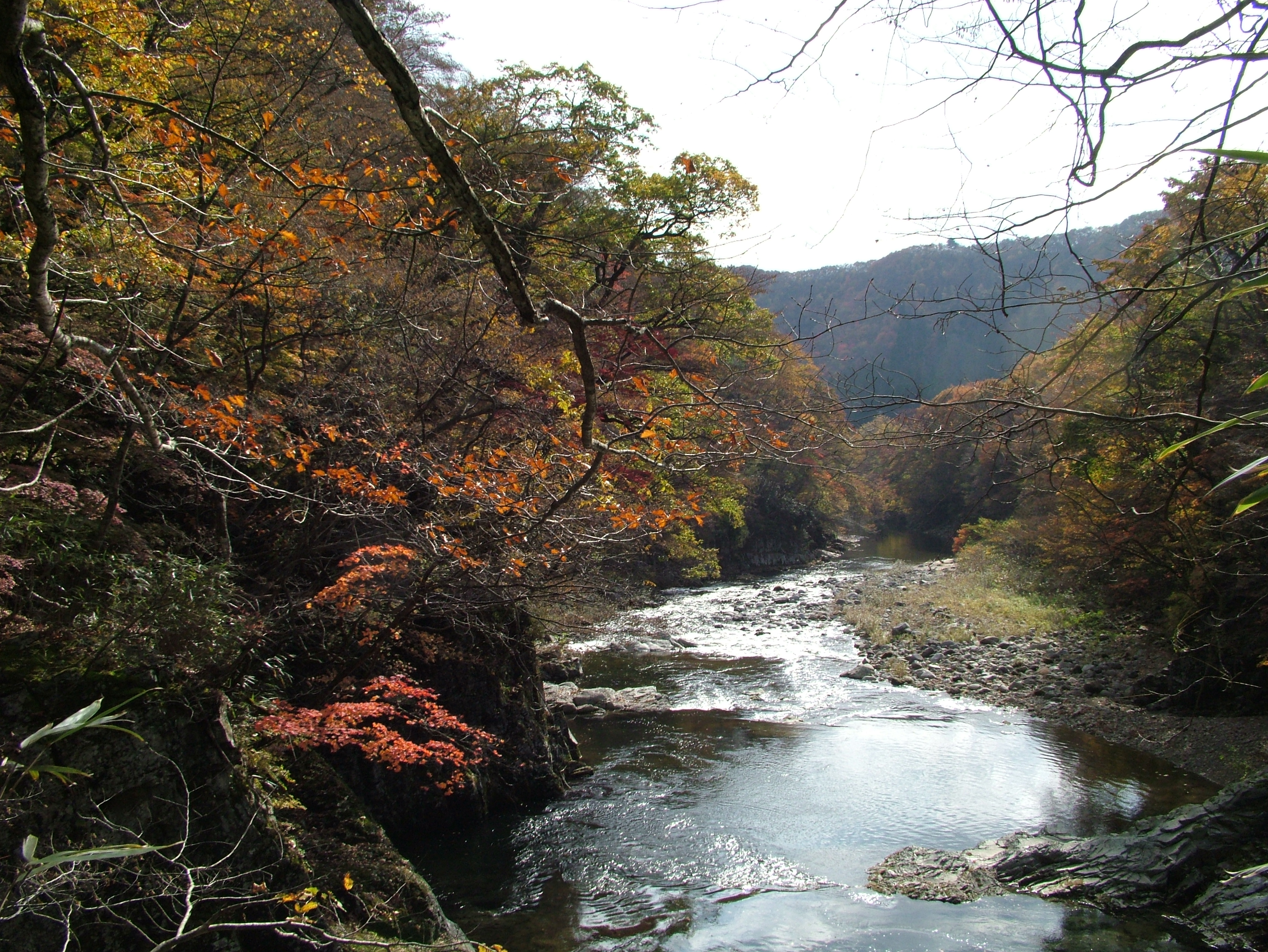
秋
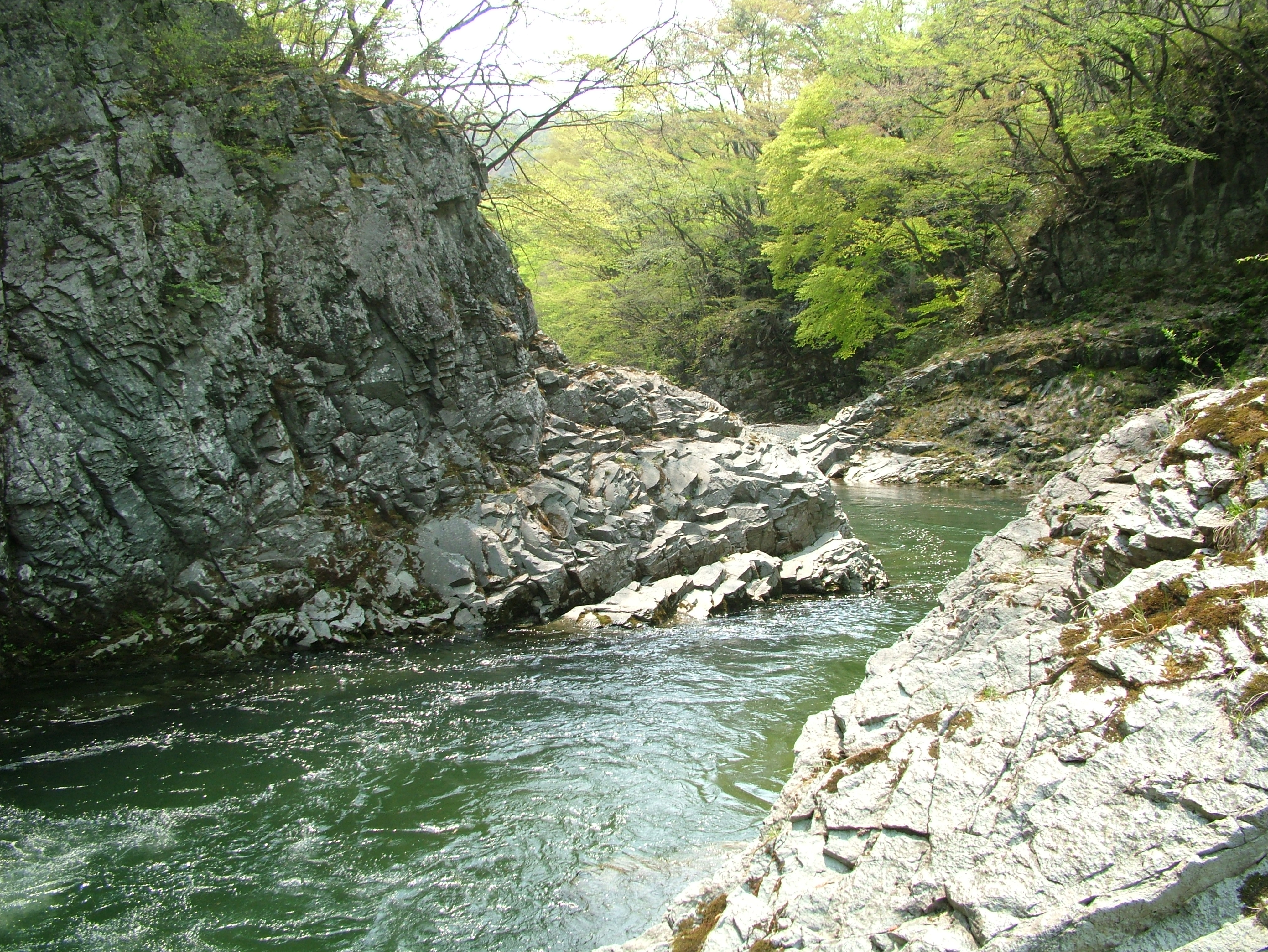
春
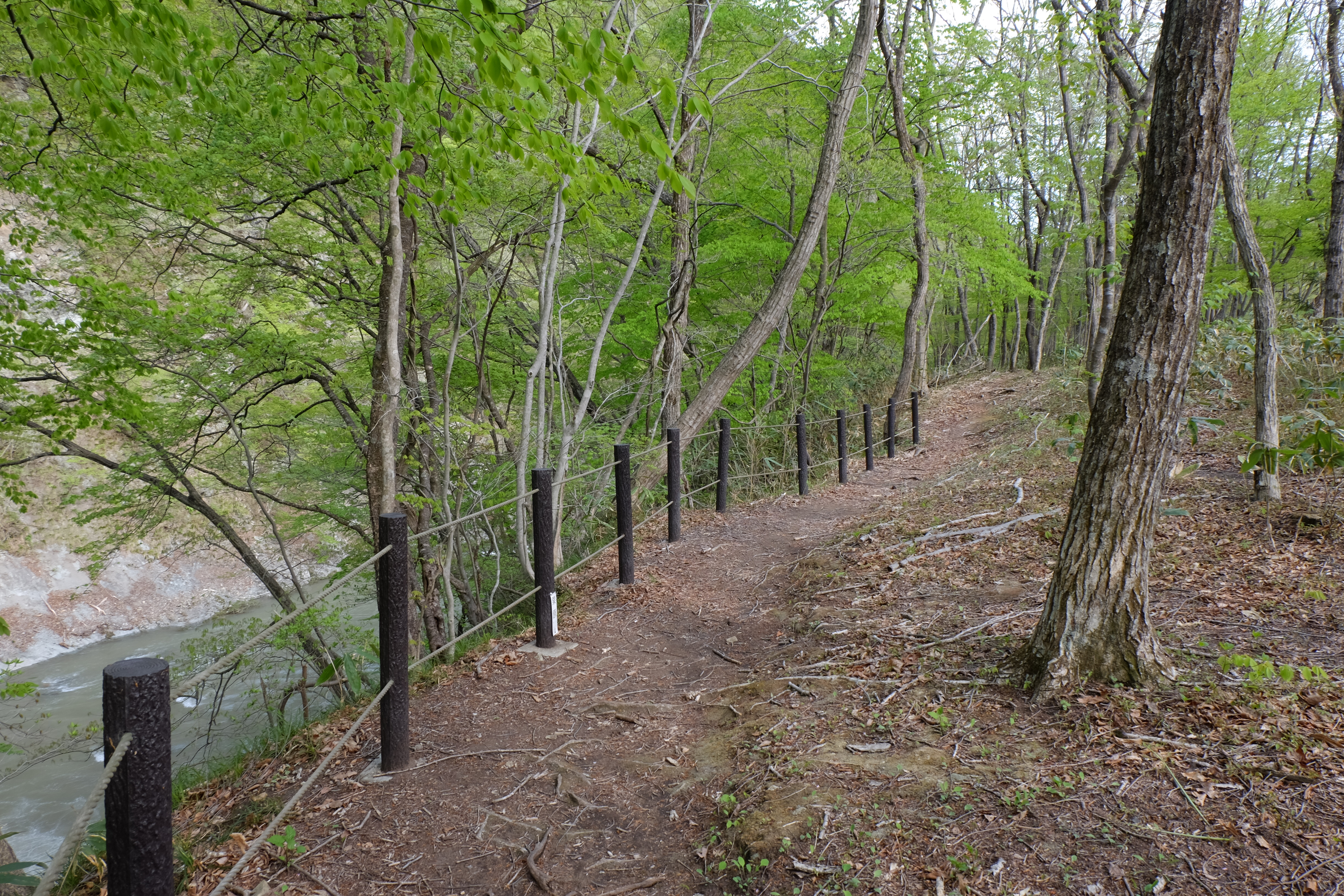
遊歩道

## 所在地
- 〒987-2511 宮城県栗原市花山本沢温湯

## アクセス
- 乗用車 - 東北自動車道築館ICより、国道398号を秋田方面へ約40分。